# ジェナ・プレスリー
ジェナ・プレスリー（Jenna Presley, 1987年4月1日 - ）は、アメリカ合衆国で活動していたポルノ女優。カリフォルニア州チュラビスタ出身。

## 出演作品
- レディ・ファントム
- スパルタカス・クィーン 欲望と戦いの伝説
- ダイナマイト・コップ ブロンド秘密警察
- マン・ズリ・シテェール/スーパーマン棒 vs オッパイダーマン
- タイムスリップ・ストリップ
- スプラッシャー/淫水帝国